# Prouvènço d'aro
 (mai 2023).
 (mars 2017).
Prouvènço d'aro (en français Provence maintenant) est un journal mensuel français en provençal.
Le journal a été créé le 1er janvier 1987 par l'association Prouvènço d'aro. Le directeur de la publication est Bernard Giély, la rédactrice-en-chef Patricia Dupuy.

## Création du mensuel
L'association Prouvènço d'aro a été créée le 12 octobre 1986 avec pour objet la défense de la langue et de la culture d’oc à travers tous les moyens modernes de communication, et notamment l’élaboration du mensuel du même nom : Prouvènço d’aro.
Bernard Giély, après plus d'une décennie passée à diriger le mensuel Prouvènço dau !, organe du mouvement Parlaren crée un nouveau journal. Secondé par Claude Emond, ils organisèrent le fonctionnent et la répartition des travaux entre bénévoles. Édité sur les presses du quotidien Le Provençal, la publication mensuelle et régulière du journal Prouvènço d’aro entièrement rédigée en provençal, commença le 1er janvier 1987, avec en première page un dessin de Gezou.
Les articles rédigés en langue d’oc portent essentiellement sur l’actualité culturelle en Provence et en Occitanie avec pour axe principal la défense de la langue et l’action à mener pour sa reconnaissance.
Avant l’arrivée et la vulgarisation des outils informatiques, tous les textes étaient saisis par les dactylocodeuses du Centre méditerranéen de presse de Marseille, l’imprimerie du quotidien Le Provençal, ce qui obligeait Bernard Giély à passer ensuite une journée complète dans les locaux de l’imprimeur pour vérifier, corriger. Dès l’apparition des ordinateurs individuels, les bénévoles de l’association ont pu directement assurer la saisie informatique du texte et imprimer le texte de la maquette. Bernard Giély n’eut plus qu’à participer à la mise en page sur place.
Les progrès des applications informatiques, avec les logiciels de mise en page, PageMaker puis QuarkXpress, permirent enfin à Bernard Giély de réaliser chez lui la maquette informatique de « Prouvènço d’aro » et d’en apporter la copie sur CD-rom à l’imprimeur qui depuis se contente de presser la plaque offset et d’effectuer le tirage du journal sur ses rotatives.
Ainsi, la rédaction des articles, la réalisation des photos et dessins et la mise en page sont toujours assurées de façon bénévole. Reste le coût de l'impression des 4 000 exemplaires mensuels qui se fait sur les presses du quotidien La Provence au Centre méditerranéen de presse de Marseille et le paiement du routage pour l’envoi du mensuel aux abonnés.
Par ailleurs la modernisation des entreprises de presse a aussi permis de passer à la couleur. La quadrichromie a commencé par un premier essai avec le numéro 19 de septembre 1988 et numéro 20 d’octobre 1988. Le passage définitif se fit avec le numéro 75 de janvier 1994, la couleur reste limitée à la première et dernière page du journal, compte tenu du coût supplémentaire que cela occasionne avec quatre passages sur les rotatives.
En janvier 2007, le quotidien La Provence, abandonne le format tabloïd classique pour un format berlinois, Prouvènço d’aro va devoir suivre et s’adapter à cette maquette qui agrandit la pagination et nécessite donc la réduction du nombre de pages pour garder la même surface de texte, 12 suffiront. Ce sera l’occasion de changer de présentation avec un titre sur fond vert et jaune à partir du numéro 218 de janvier 2007, d’autant plus que le tirage en quadrichromie à toutes les pages était acquis depuis le numéro précédent de décembre 2006.
La dernière modification importante de la présentation du journal date de janvier 2012, avec ce numéro 273, Prouvènço d’aro retrouve la couleur rouge et jaune pour son titre et le « d » apostrophe disparu pour faciliter la présentation lors du passage à la couleur en janvier 1994.
La diffusion est assurée par abonnement et par vente, du réseau Hachette, dans les kiosques des Bouches-du-Rhône et du Var. Le pliage et le routage pour l’envoi du journal aux abonnés sont confiés à un centre d’aide aux handicapés.
Finalement, la cheville ouvrière et rédactionnelle s'est stabilisée autour de Huguette Allet, Pierrette Bérengier, Jean-Marc Courbet, Gezou, Claude Emond, Bernard Giély et Patricia Dupuy qui, elle, prenait définitivement la direction des « Edicioun Prouvènço d’aro » et la direction administrative du mensuel à partir du no 112 de mai 1997.
Le mensuel Prouvènço d’aro qui continue sa publication régulière, vient d’éditer son numéro 400 au mois de Juillet-août 2023.

### Édition en provençal
Parallèlement à la publication du mensuel, l'association s’est engagée dans l'édition de livres en langue provençale, 3 à 4 ouvrages sont publiés chaque année.
Romans, œuvres théâtrales, études, tous les genres sont à l'honneur dans la collection qui dépasse maintenant, en juillet 2013, les 50 ouvrages en provençal ou bilingues. Plusieurs de ces livres se sont vu récompenser par le grand prix littéraire de Provence et le prix Frédéric-Mistral.
La parution de livres est très souvent l'occasion pour l'association d'organiser des colloques sur l'œuvre des auteurs.
Elle participe, par ailleurs, régulièrement aux diverses expositions et Fêtes du Livre pour la promotion de l’écrit provençal.

### Diffusion sur Internet
Enfin, créée pour promouvoir la langue au travers de tous les moyens modernes de communication, l'association "Prouvènço d'aro" n'a pas manqué le rendez-vous du multimédia et d'internet. Près de 200 numéros des années 1996 à 2012 du mensuel ont été transformés en journal électronique diffusé sur CD informatiques, mais aussi intégrés dans la bibliothèque virtuelle du Païs d'Oc, "Tour-Magne", consultable gratuitement en ligne à l’adresse http://www.cieldoc.com. Le site est mis à jour tous les 6 mois. L'association Prouvènço d’aro a par ailleurs son propre site pour la promotion du journal et la consultation des éditions proposées à la vente : www.prouvenco-aro.com
Le site est mis à jour tous les mois, avec notamment l’éditorial du rédacteur en chef, Bernard Giély et le dessin revendicatif de Gezou.

## Ligne éditoriale
Prouvènço d'aro, en tant que journal en langue provençale défend la pluralité des langues et des cultures.
Le journal n'appartient à aucune tendance politique.

## Devise figurant à la une
« Tóuti li mes, lou journau de la Prouvènço d'aro. »

## Publications

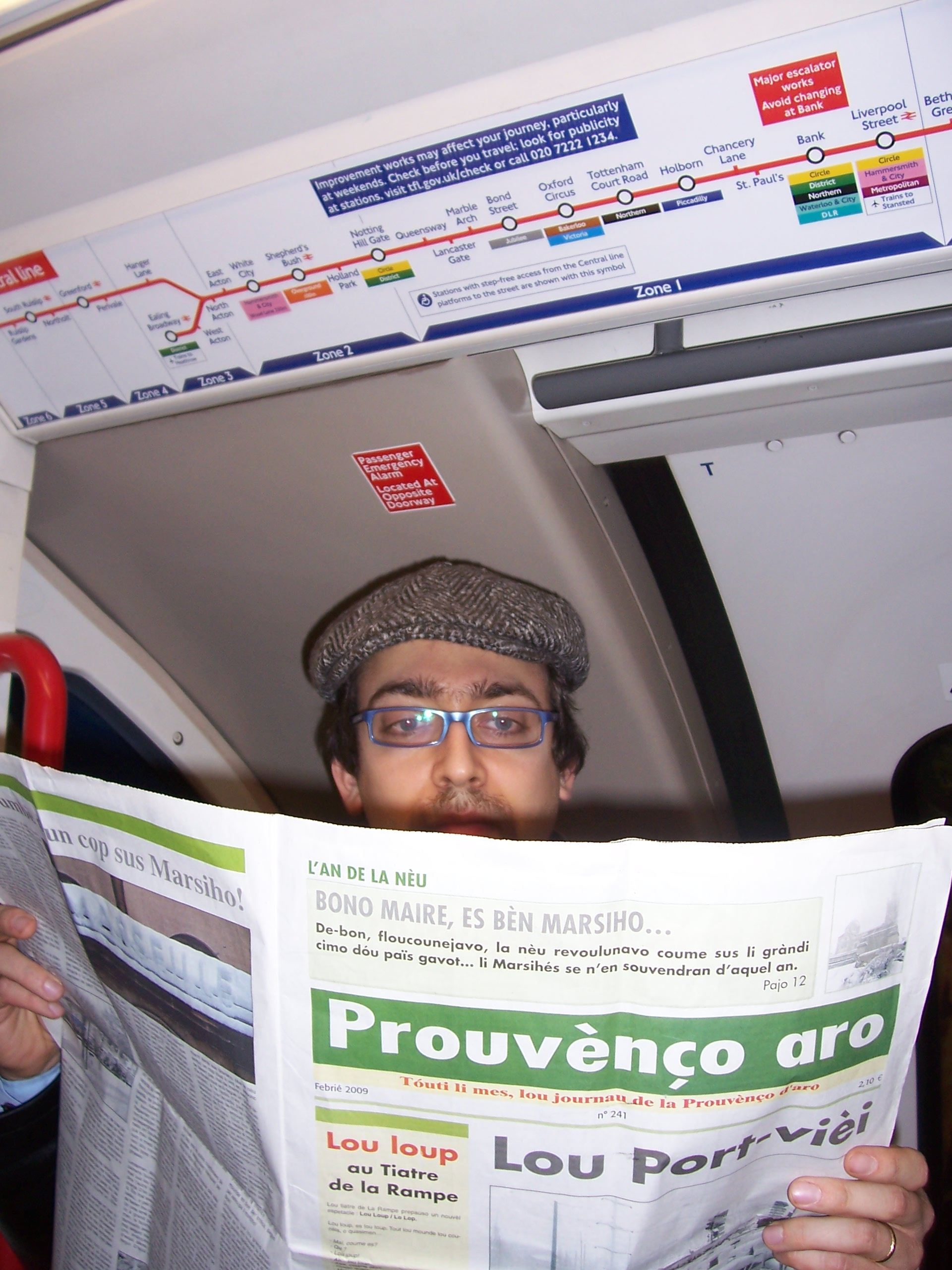
Lecteur du journal Prouvenço aro à Londres.

Prouvènço d'aro édite des livres en provençal, avec ou sans traduction française (romans, œuvres théâtrales, études).